# ミカヅキモ
ミカヅキモ（三日月藻、学名：Closterium）は、淡水に棲む接合藻の仲間であるミカヅキモ属の総称。細胞の形状が細長く湾曲し、両端が窄まって三日月のような形状を呈することからこの名が付いた。水田や池、沼などから容易に採集できるほか、土壌にも生息している。学名はギリシア語の "klosterion" 「小さな紡錘」より。
ミカヅキモは単細胞生物ながら比較的大型で、細胞の長さが 0.5mm を超える種も存在する。詳細な観察には顕微鏡が必要であるが、十数倍程度の倍率のルーペでも個体の確認などは可能である。顕微鏡を用いる場合でも、その大きさや運動性の低さから、普及型の光学顕微鏡があれば様々な細胞内構造が観察できる。そのためミカヅキモは珪藻などと共に小学校・中学校の多くの教科書や資料集に登場し、教材としても利用されている。

## 細胞構造

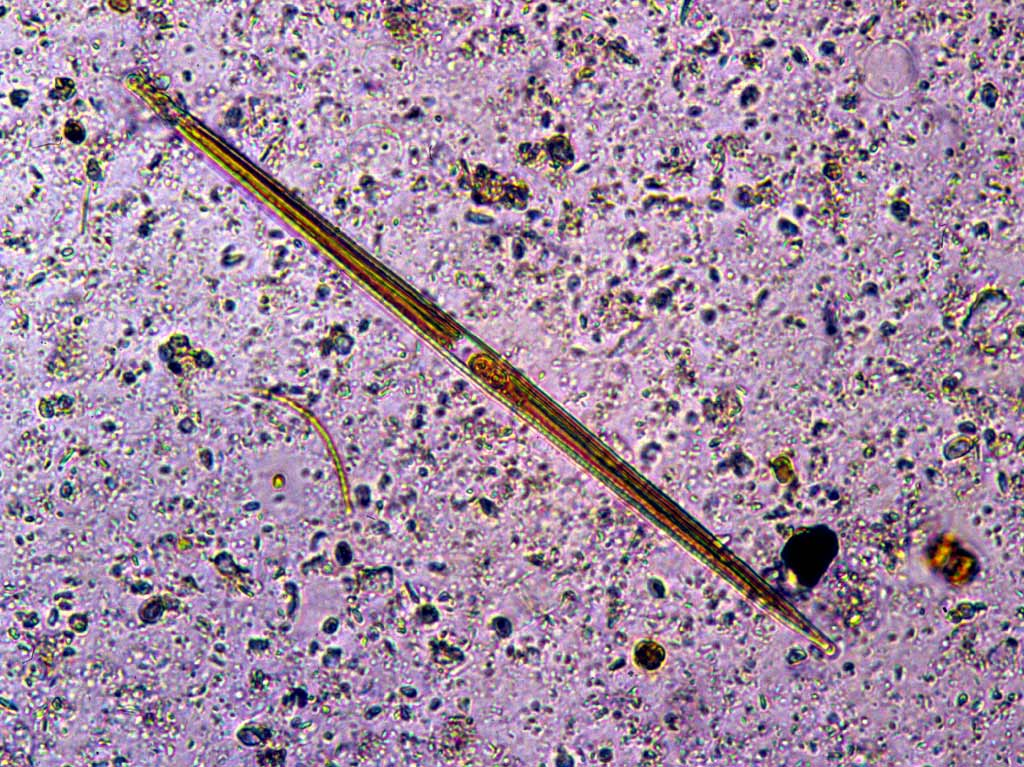
直線型のミカヅキモ

細胞の大きさは長軸方向に数十から大きいもので数百μm、幅および厚みは数十μm程度である。一般には細長い紡錘形の細胞が緩やかに湾曲して三日月型となるが、湾曲せずに真っ直ぐな形状の種もある（C. libellula、C. navicula など）。常に単細胞であり、群体を形成するものはない。ミカヅキモのように細胞が二つの区画に分かれているように見える接合藻においては、細胞の片側を半細胞 (semicell) と呼ぶ場合がある。細胞の横断面は（楕）円形となる。
細胞は三日月の中央部分に細胞核を持ち、その上下で半細胞に分かれる。半細胞にはそれぞれ1つずつ葉緑体がある。ミカヅキモの葉緑体は幾つもの稜を持つ細長い形状（横断面は星型）で、それぞれ半細胞の末端付近まで延び、内部には数個の丸いピレノイドを持っている。ピレノイドの個数や配置は種によっておおよそ決まっており、また光学顕微鏡でも観察できるために同定の際の判断材料となる。光合成色素としてはクロロフィル a/b を持つ。
細胞壁はセルロースの微細線維（セルロースミクロフィブリル）から成っており、陸上植物と同様に「ロゼット」と呼ばれるタイプのセルロース合成酵素複合体がこれを形成する。この複合体が作るセルロースはIβ型（単斜晶）、線維の直径は約 4nm である。一方クンショウモやイカダモなどの緑藻の細胞壁を構成するセルロース線維は形成機構が異なり、繊維径も 10nm ほどと太い。
ミカヅキモの細胞壁には小さな孔が空いており、ここから多糖を成分とする粘液質を分泌、これを用いて滑るように緩慢な移動を行う。粘液には細胞を乾燥から保護する役割もある。細胞内には他にミトコンドリア、ゴルジ体、ペルオキシソームなどの細胞小器官がある。いかなる細胞も鞭毛を生じることはない。また細胞の両端（半細胞の末端）には硫酸カルシウム（石膏、CaSO4）が沈着してできた結晶があり、ブラウン運動によって振動している。この結晶の機能は分かっていない。

## 生殖

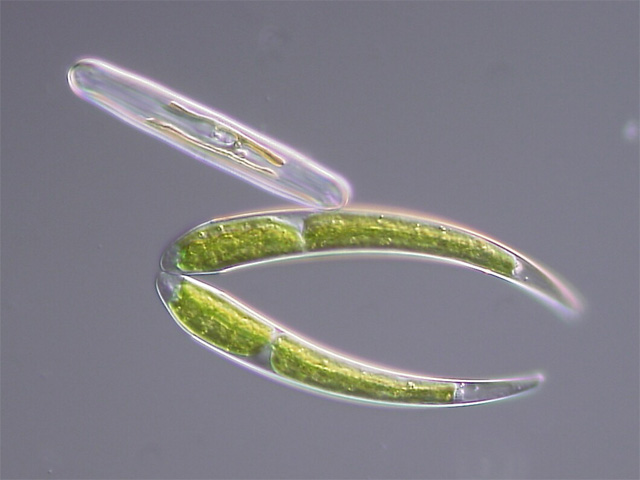
無性生殖：分裂するミカヅキモ（左上は別の珪藻）。

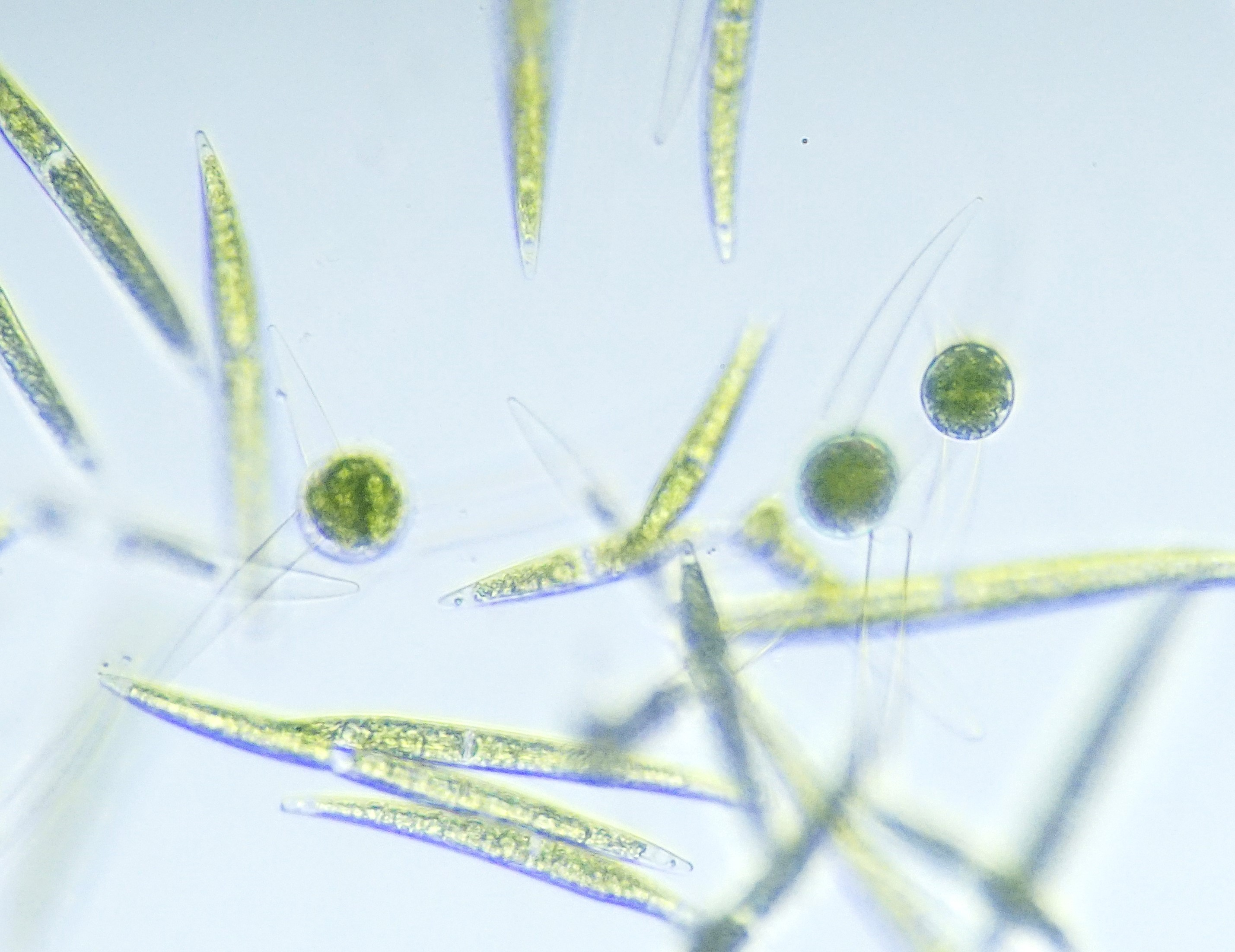
有性生殖：接合子（満月型）と栄養細胞（三日月型）

ミカヅキモは生活環の中で有性生殖と無性生殖の両方が知られている。無性生殖は栄養細胞（通常の三日月形の細胞）の二分裂によって行われる。最初に細胞中央の細胞核が二つに分裂し、各々が半細胞の中央付近へと移動する。次いで細胞質が環状収縮によって等分される細胞質分裂が起こり、半細胞の細胞質が分断される。その後半細胞の中で葉緑体分裂が起こり、最終的には親細胞の細胞壁が中央でくびれるように離れて、2個の半細胞がそれぞれ新たな個体となる（右図）。核分裂は開放型で、終期まで中間紡錘体が残存する。
有性生殖は2個体の接合により行われる。ミカヅキモには＋型と－型と呼ばれる二つの接合型があり、異なる接合型の細胞間で有性生殖が行われる。この接合型は一組の対立遺伝子によって決定されており、C. ehrenbergii やヒメミカヅキモ C. peracerosum-strigosum-littorale complex では異なる接合型の混合株を用いて詳細な接合実験が行われている。なお、いずれ種も接合型の違いを外見的に見分けることはできない。ヒメミカヅキモの場合、細胞は有性分裂と呼ばれる細胞分裂を経て有性生殖能のある配偶子嚢細胞へと分化する。異なる接合型の配偶子嚢細胞は接合して細胞質の融合を行い、接合子が形成される。接合子は普通球形だが時に角ばり、表面は滑らか。接合子は減数分裂を行って再び三日月形の栄養細胞となる。このようなミカヅキモの有性生殖は光条件（明暗周期）の影響を受けるほか、性フェロモンが介在していることも報告されている。

## 分類

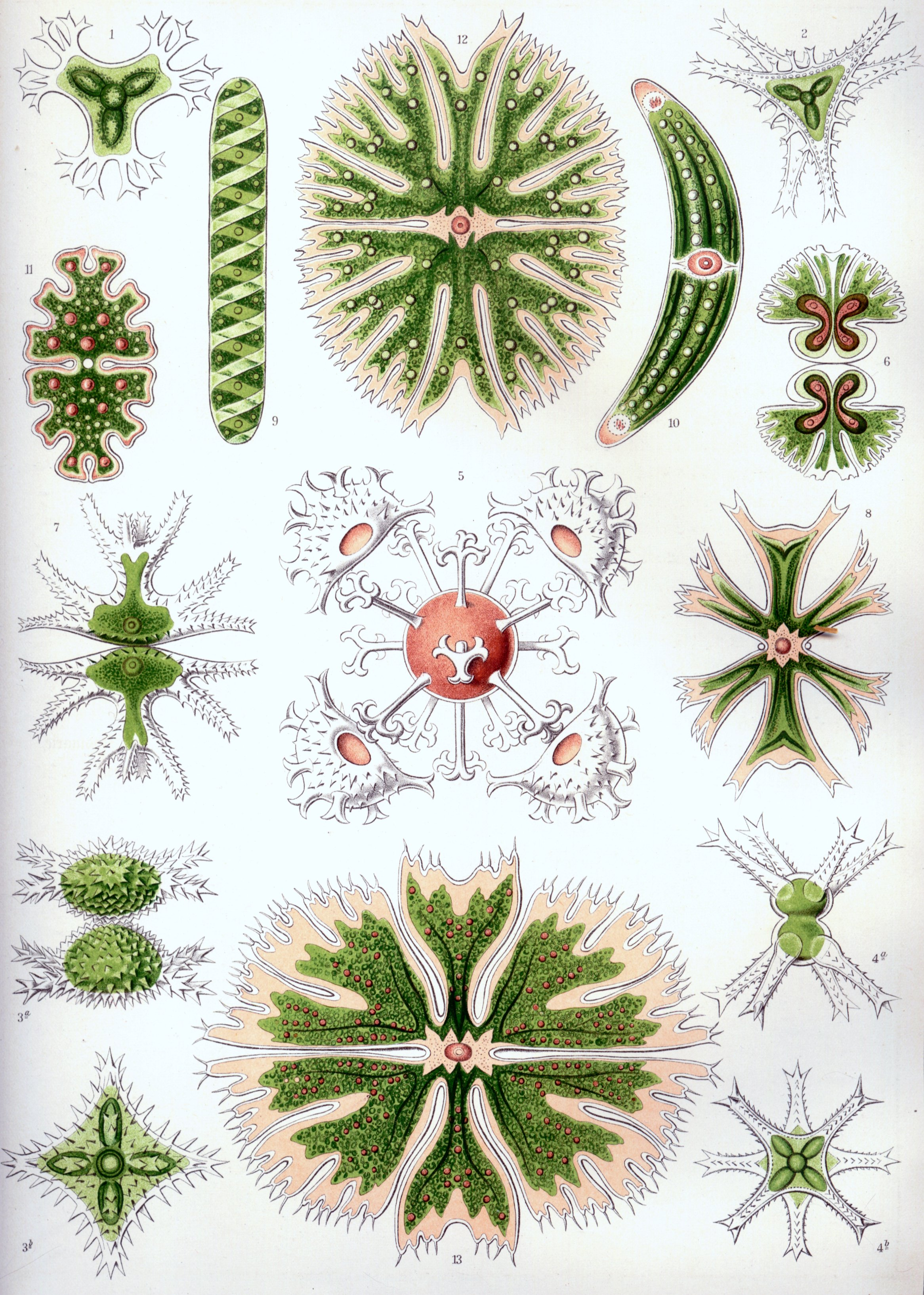
ミカヅキモと様々な接合藻。ヘッケルのKunstformen der Naturより。

ミカヅキモは接合藻類に含まれる。これは有性生殖が上記のような接合によって行われる緑色植物のグループで、単細胞ではあるが系統的には緑藻綱よりも陸上植物に近い。広義の車軸藻類と陸上植物との近縁性は、細胞壁の構造やペルオキシソーム内の反応系などからも示唆されている。
ミカヅキモ属はおよそ140種ほどが記載されているが、種の区別が明確でない部分もある。これは形態の微細な相違に基づいて記載された種が多いこと、逆に単一種とされたものでも生殖的隔離が生じている場合があることなどによる。実際にヒメミカヅキモでは生殖的に隔離されたグループの存在が報告されている。ミカヅキモ属をさらに Holopenium 亜属と Euclosterium 亜属に分ける場合もあるが、あまり一般的な分類でない。主なミカヅキモを以下に挙げる。　
- C. abruptum
- C. acerosum - 細胞は三日月型。細胞の長さ 250-790μm、幅 25-90μm。ピレノイドは各葉緑体に7-15個。
- C. aciculare - 非常に細長いミカヅキモ。細胞はやや湾曲し、両端は鋭く尖る。細胞の長さ 400-800μm、幅 4-8μm。
- C. attenuatum
- C. baillyanum
- C. braunii
- C. calosporum
- C. cornu
- C. cynthia
- C. dianae
- C. ehrenbergii
- C. gracile
- C. incurvum
- C. infractum
- C. kuetzingii
- C. laterale
- C. leibleinii
- C. libellula - 細胞は直線型。細胞の長さ 170-450μm、幅 30-50μm。葉緑体の稜線は8-12本、ピレノイドは各葉緑体に3-5個。
- C. littorale
- C. lunula - 細胞は幅広の舟形であまり湾曲しない。細胞の長さ 250-1000 μm、幅 50-120 μm。半細胞に複数の葉緑体を持つ。
- C. moniliferum - 細胞はやや湾曲する。細胞の長さ 170-450μm、幅 30-70μm。ピレノイドは一列に配列する。
- C. navicula - 直線型の小さなミカヅキモ。細胞の長さは 25-90μm、幅は 10-20μm 程度である。ピレノイドは各葉緑体に1-2個。
- C. nematodes
- C. peracerosum
- C. peracerosum-strigosum-littorale complex (ヒメミカヅキモ)
- C. pleurodermatum
- C. praelogum
- C. pusillum
- C. ralfsii - 細胞は中央部の膨らみが顕著で、全体としてやや湾曲する。細胞の長さ 300-600 μm、幅 30-60 μm。細胞壁がやや褐色を帯びている。ピレノイドは一列に配列する。
- C. selenastrum
- C. setaceum
- C. spinosporum
- C. strigosum
- C. striolatum
- C. subulatum
- C. toxon - 細胞はやや湾曲する。細胞の長さ 160-350μm、幅 10-20μm。ピレノイドは一列に配列する。
- C. tumidum
- C. turgidum
- C. venus
- C. wallichii

## 核ゲノム
C. peracerosum-strigosum-littorale complex (ヒメミカヅキモ)の数系統は核ゲノム配列が得られており、そのサイズは300Mbpから1Gbp程度と非常に多様である。このゲノムサイズ変異は遺伝子のコピー数変異によるものであると分かっている。

## その他
前述のような細胞の形態的特長から、ミカヅキモは顕微鏡観察における教材として広く取り上げられている。ミカヅキモは観察しやすいことに加え、日本では年間を通して身近な水域から得られ、採集に特殊な器具を必要としない。培養もハイポネックスなどを用いた簡便な培地で可能である。また細胞の形態や接合率、接合子の形状などが環境要因の影響を受けやすいことから、洗剤などの毒性試験や水質汚染の調査などにも利用される。
なおミカヅキモ属の学名 Closterium は、破傷風菌やボツリヌス菌など病原性のある種を含むことで知られる真正細菌であるクロストリジウム属 Clostridium としばしば混同される。